# ومشيت طريق الأخطار (مسلسل)
ومشيت طريق الأخطار، مسلسل تلفزيوني مصري. بطولة: سهير البابلي، أحمد مظهر، ليلى علوي، إبراهيم خان، راويه أباظه، حسين الشربيني، يسري مصطفى، هدى زكي، هانم محمد / إخراج: حسام الدين مصطفى / إنتاج : استوديوهات عجمان الخاصة (1981)
قصة المسلسل مقتبسة من الفيلم الهندي (kati patang) الذي اقتبسته أيضا السينما المصرية عبر فيلم (غاوي مشاكل) حيث كان الاقرب للفيلم الهندي في أحداثه، قصة المسلسل تدور حول (لبنى) المدرسة التي يدخل خطيبها السجن ظلما فتتنكر في شخصية الأرملة (نرجس) للانتقام من العائلة التي تسببت في هذا القدر، وخلال عيشها مع هذه العائلة تتعلق بهم وتبدأ في الكشف عن حقائق لم تعرفها عن خطيبها.
توجد مسحة كئيبة في المسلسل لا تفارق المشاهد وتلقي بظلالها عليه، ولكنها تلك الكآبة الفنية التي تجعل من الكآبة فنا. ساهم أحمد مظهر بأداءه الرائع في نجاح المسلسل كثيرا، فظهر فيه ذلك الرجل الغني ولكنه العميق التفكير والذي يشعر بحزن من الممكن وصفه بأنه حزن وجودي. إن مراهنة أحمد مظهر في المسلسل على حب الإنسانة البريئة المبدأية والمستغفلة أثبتت نجاحها فهذه الإنسانة تفتديه بحياتها وتعلن له حبها قبل لحظة موتها.